# Padany
Padany (ros. Паданы) – wieś (sieło) w Rosji, w Karelii, w rejonie miedwieżjegorskim. W 2010 liczyła 937 mieszkańców.

## Urodzeni
- Fiodor Tierientjew – radziecki biegaxz narciarski.